# Bistum Cristalândia
Das Bistum Cristalândia (lateinisch Diocesis Cristalandiensis) ist eine in Brasilien gelegene römisch-katholische Diözese mit Sitz in Cristalândia im Bundesstaat Tocantins.

## Geschichte
Die Territorialprälatur Cristalândia wurde am 26. März 1956 durch Papst Pius XII. mit der Päpstlichen Bulle Ne quid Filiis aus Gebietsabtretungen der Territorialprälatur Bananal errichtet und dem Erzbistum Goiânia als Suffragan unterstellt. Am 13. Mai 1969 trat die Territorialprälatur Cristalândia Teile ihres Territoriums zur Gründung der Territorialprälatur São Félix ab. Eine weitere Gebietsabtretung erfolgte am 27. März 1976 zur Gründung der Territorialprälatur Santíssima Conceição do Araguaia. Am 27. März 1996 wurde die Territorialprälatur Cristalândia dem Erzbistum Palmas als Suffragan unterstellt.
Prälat Heriberto Hermes OSB gründete 1994 in Cristalândia das Zentrum für Menschenrechte in Cristalândia CDHC (port. Centro de Direitos Humanos de Cristalândia) sowie weitere Menschenrechtszentren, dies zusammen unter anderem mit der Konrad-Adenauer-Stiftung.
Papst Franziskus erhob die Territorialprälatur am 10. Juli 2019 in den Rang einer Diözese. Der bisherige Prälat Wellington de Queiroz Vieira wurde gleichzeitig zum ersten Diözesanbischof ernannt.

## Territorium
Das Bistum umfasst nach der Anpassung der Bistumsgrenzen zum Bistum Miracema do Tocantins die im Bundesstaat Tocantins gelegenen Municipios Araguaçu, Caseara, Chapada de Areia, Cristalândia, Divinópolis, Dorilândia, Dueré, Formoso do Araguaia, Lagoa da Confusão, Marianópolis, Monte Santo do Tocantins, Nova Roslândia, Paraíso do Tocantins, Pium, Pugmil und Sandolândia sowie die im Bundesstaat Goiás gelegenen Municipios Bonópolis, Mutunópolis, Novo Planalto, Porangatu und São Miguel do Araguaia.

## Ordinarien

### Prälaten von Cristalândia
- Jaime Antônio Schuck OFM, 1958–1988
- Olívio Teodoro Obalhe OFM, 1988–1989
- Heriberto Hermes OSB, 1990–2009
- Rodolfo Luís Weber, 2009–2015, dann Erzbischof von Passo Fundo
- Wellington de Queiroz Vieira, 2016–2019

### Bischof
- Wellington de Queiroz Vieira, seit 2019